# Dānābolāgh
Dānābolāgh (persiska: دانابُلاغ, دانابلاغ) är en ort i Iran.   Den ligger i provinsen Västazarbaijan, i den nordvästra delen av landet, 700 km nordväst om huvudstaden Teheran. Dānābolāgh ligger 1 694 meter över havet och antalet invånare är 262.
Terrängen runt Dānābolāgh är kuperad åt sydost, men åt nordväst är den bergig. Runt Dānābolāgh är det ganska glesbefolkat, med 48 invånare per kvadratkilometer. Närmaste större samhälle är Bāsh Kahrīz, 12,1 km nordost om Dānābolāgh. Trakten runt Dānābolāgh består i huvudsak av gräsmarker.